# Museu d'Art Modern de Medellín
El Museu d'Art Modern de Medellín (MAMM) és un museu de la ciutat colombiana de Medellín, capital del departament de Antioquia, fundat el 1980 i dedicat a l'art modern i contemporani.
Posseeix 233 obres de la antioqueña Débora Arango, declararades com a Béns d'Interès Cultural d'Ordre Nacional en 2004.
Des de 2009, el MAMM ocupa l'edifici Talleres Robledo, antiga siderúrgica de 1938 localitzada en Ciutad del Rio, una de les zones industrials del sud de Medellín. El 2015 es va inaugurar una ampliació amb un nou edifici de 7.220 metres quadrats amb cinc pisos amb forma de caixes, que es connecten per escales i terrasses. El seu disseny està inspirat en les construccions en els vessants de Medellín.